# فیشباخ (بیرکنفلد)
فیشباخ (به آلمانی: Fischbach) یک شهر در آلمان است که در بیرکنفلد واقع شده‌است. فیشباخ ۹۴۱ نفر جمعیت دارد.